# Jean Alaux (Altphilologe)
Jean Alaux (* 1954) ist ein französischer Klassischer Philologe (Gräzist).
Nach dem Studium war Alaux zunächst von 1978 bis 1995 Lehrer (professeur agrégé). 1993 wurde er mit einer Dissertation zu den Familienbanden in der griechischen Tragödie (Filiations tragiques. Recherches autour de quelques figures de la filiation et de la philía familiale dans la tragédie grecque du 5e siècle, chez Eschyle, Sophocle et Euripide) bei Nicole Loraux an der École des Hautes Études en Sciences Sociales promoviert. 1994 erwarb er die Habilitation à Diriger les Recherches mit einer Arbeit zum Ursprung der griechischen Tragödie im homerischen Epos (Origine et horizon tragiques. Recherches sur l’imaginaire tragique grec, ses racines homériques, sa postérité). Von 1995 bis 1997 war er zunächst professeur agrégé an der Université de Valenciennes, von 1997 bis 2007 maître de conférences in Gräzistik (griechische Sprache und Literatur) an der Universität Stendhal Grenoble III, 2007 wurde er zum Professor für Gräzistik an der Universität Rennes 2 ernannt.
Forschungsschwerpunkte sind die Darstellung der Identität und der Verwandtschaft in der griechischen Vorstellungswelt, die Tragödie des 5. Jahrhunderts in der Perspektive der historischen Anthropologie, Arten des Dialogs zwischen Tragödie, Epos, lyrischer Dichtung und Roman (représentations de l’identité et de la parenté dans l’imaginaire grec; théâtre tragique du 5e siècle, étudié dans la perspective de l’anthropologie historique; modalités du dialogue entre la tragédie, l’univers épique, la poésie lyrique et le roman).

## Schriften (Auswahl)
- Le Liège et le filet. Filiation et lien familial dans la tragédie athénienne du Ve siècle av. J.-C. Éditions Belin, “ L'Antiquité au présent ”, Paris 1995.
- Lectures tragiques d’Homère. Editions Belin, Paris 2007.
- Origine et horizon tragiques. Presses universitaires de Vincennes, Paris 2007.
- (Hrsg.): Les Phéniciennes. La famille d’Œdipe entre mythe et politique. Editions Belin, Paris 2007.
- Acting Myth: Athenian Drama. In: Ken Dowden, Niall Livingstone (Hrsg.), A Companion to Greek Mythology. Wiley-Blackwell, Chichester 2014, S. 141–156.